# Deltote syggenes
Deltote syggenes is een vlinder van de familie van de uilen (Noctuidae). De wetenschappelijke naam van deze soort is voor het eerst voorgesteld als Lithacodia syggenes door George Francis Hampson in een publicatie uit 1910. De spanwijdte bedraagt 26 millimeter.
De soort komt voor in Peru.